# Juan de Ferreras
Juan de Ferreras, né à La Bañeza près d'Astorga en 1652, mort à Madrid en 1735, est un historien espagnol.

## Biographie
Il étudie à Salamanque puis entre dans les ordres et obtient successivement plusieurs cures.
Il occupait une cure de village, quand le cardinal Portocarrero, instruit de son mérite, l'appela à Madrid. Il jouit de la faveur de Philippe V d'Espagne, qui le nomma son bibliothécaire et lui confia des charges importantes.
Par excès de modestie, il refusa les plus hautes dignités de l'Église. 
Ferreras a laissé un grand nombre d'ouvrages sur l'histoire, la théologie et la politique ; le plus célèbre est l'Histoire d'Espagne (jusqu'en 1589), Madrid, 1720-1721, 16 volumes in-4, traduits en français, 1751.